# Neo Chorio (dystrykt Pafos)
Neo Chorio (gr. Νέο Χωριό) – wieś w Republice Cypryjskiej, w dystrykcie Pafos. W 2011 roku liczyła 519 mieszkańców. Miejscowość leży na półwyspie Akamas.